# Kiliann Sildillia
Kiliann Eric Sildillia (* 16. Mai 2002 in Montigny-lès-Metz) ist ein französischer Fußballspieler. Der Innenverteidiger und Rechtsverteidiger steht bei der PSV Eindhoven unter Vertrag.

## Karriere

### Vereine
Sildillia wurde in der französischen Ortschaft Montigny-lès-Metz geboren, wo er auch aufwuchs und 2008 beim AS-Montigny-lès-Metz mit dem Fußballspielen begann. Nach nur einem Jahr wechselte er in die Jugendmannschaft von APM Metz, ein weiteres Jahr später in die Jugendakademie des FC Metz, dem größten Fußballverein der Stadt. Dort durchlief er alle weiteren Jugendmannschaften. Ab der Saison 2019/20 kam er vereinzelt bei Spielen der Reservemannschaft in der fünftklassigen Championnat National 3 zum Einsatz. Am 6. Januar 2020 stand er erstmals im Kader der 1. Mannschaft des FC Metz. Bei der 0:3-Niederlage gegen den FC Rouen im Coupe de France kam er jedoch zu keinem Einsatz.
Im Sommer 2020 wechselte Sildillia ablösefrei von Metz zum SC Freiburg. Zuvor war er bereits mit dem VfB Stuttgart und 1899 Hoffenheim in Verbindung gebracht worden. In seinem ersten Jahr kam er jedoch nur in der 2. Mannschaft in der viertklassigen Regionalliga Südwest zum Einsatz. Sein Debüt gab er am 12. September 2020 beim 2:2-Unentschieden gegen den FC Astoria Walldorf. Am 30. September 2020 konnte er beim 5:0-Sieg gegen die SG Sonnenhof Großaspach sein erstes Tor für die Mannschaft erzielen. Daneben stand er zweimal im Kader der 1. Mannschaft in der Bundesliga, kam jedoch zu keinem Einsatz. Insgesamt wurde Sildillia direkt in seinem ersten Jahr zum Stammspieler in der Mannschaft und kam in 36 Partien zum Einsatz, bei denen er insgesamt 7 Tore erzielen konnte. So war er auch maßgeblich daran beteiligt, dass die Mannschaft am Saisonende die Meisterschaft in der Regionalliga Südwest gewinnen und in die 3. Liga aufsteigen konnte.
Zur Saison 2021/22 wurde Sildillia in den Kader der 1. Mannschaft in der Fußball-Bundesliga befördert. So nahm er auch an der Saisonvorbereitung teil. Beim 1:0-Sieg gegen die Würzburger Kickers in der 1. Runde des DFB-Pokals stand er auch erstmals im Kader der 1. Mannschaft, kam jedoch nicht zum Einsatz. In der Folge wurde er wie in der Vorsaison primär in der 2. Mannschaft eingesetzt. Sein Debüt in der 3. Liga gab er am 13. August 2021 bei der 2:5-Niederlage gegen die 2. Mannschaft von Borussia Dortmund. In den folgenden Spielen blieb er Stammspieler der Mannschaft. Am 16. Oktober 2021 debütierte er im ersten Bundesligaspiel des SC Freiburg im Europa-Park-Stadion gegen RB Leipzig in der Startaufstellung als rechter Außenverteidiger.
Am 5. Spieltag der Europa League Saison 2023/24 erzielte Sildilla beim 5:0-Heimsieg gegen Olympiakos Piräus nach einer Vorlage von Michael Gregoritsch mit seinem Treffer zum 4:0 sein erstes Pflichtspieltor für die Profimannschaft des SC Freiburg.
Am 20. Spieltag der Saison 2024/25 erzielte Sildilla dann mit dem Treffer zum 0:1 Endstand beim VfL Bochum sein erstes Bundesligator. Am 23. Spieltag gelang ihm beim 5:0-Heimsieg gegen Werder Bremen das Führungstor zum 1:0 per Fallrückzieher nach einer Ecke von Vincenzo Grifo. Dieses wurde zum Tor des Monats Februar 2025 gewählt.
Im Sommer 2025 wechselte Sildilla zur PSV Eindhoven.

### Nationalmannschaft
2017 wurde Sildillia erstmals in den Kader der französischen U16-Nationalmannschaft berufen. Sein Debüt gab er am 31. Oktober 2017 beim 5:0-Sieg gegen Bosnien und Herzegowina. Insgesamt kam er sechsmal für die Mannschaft zum Einsatz, jedoch ausschließlich in Freundschaftsspielen. Im März 2019 wurde er für die französische U17-Nationalmannschaft nominiert, im Februar 2020 für die U18-Nationalmannschaft. Er kam zu zwei beziehungsweise einem Einsatz. Im September 2021 wurde er erstmals für die U-20-Nationalmannschaft nominiert, kam jedoch bei den Spielen nicht zum Einsatz. 2022 debütierte Sildillia sowohl in der U20 als auch in der U21-Mannschaft Frankreichs. 2024 wurde er in den Kader der Olympiamannschaft berufen und gewann die Silbermedaille.
Anlässlich der U-21-Europameisterschaft 2025 in der Slowakei wurde Sildillia von Trainer Gérald Baticle in das französische Aufgebot berufen.

## Erfolge
- Olympische Silbermedaille 2024

## Auszeichnungen
- Tor des Monats Februar 2025[15]